# 小行星5523
小行星5523（英語：5523 Luminet）是一颗围绕太阳公转的小行星。1991年8月5日，亨利·E·霍爾特在帕洛马山发现了此天体。
这颗小行星的绝对星等为182.3099522389569等。